# Snot
Gli Snot sono un gruppo musicale alternative metal statunitense formatosi a Santa Barbara nel 1995.
La loro musica comprende elementi di punk rock, heavy metal e funk.

## Storia del gruppo

### Primi anni
Nel 1996 gli Snot firmarono un contratto con la Geffen Records e pubblicarono l'album di debutto Get Some, uscito l'anno seguente e registrato assieme al primo cantante del gruppo Lynn Strait. Nonostante i giudizi positivi, l'album non riuscì a vendere in modo consistente.

### Morte di Strait,Strait Up
Il gruppo partecipò all'Ozzfest del 1998 e il 9 luglio dello stesso anno il cantante venne arrestato per aver compiuto atti osceni mostrandosi completamente nudo, davanti alla toilette usata come scenografia dai Limp Bizkit durante la loro esibizione. L'11 dicembre 1998, Strait perse la vita all'età di 30 anni a causa di un incidente automobilistico. Turbati dalla sua morte, i membri del gruppo stavano per separarsi, ma in seguito decisero, come segno di rispetto alla memoria del cantante, di proseguire il lavoro da lui iniziato, facendo interpretare i pezzi da lui scritti agli amici che Lynn aveva avuto prima di morire, dato che lui non aveva avuto la possibilità di registrare le parti vocali per l'album.
Uscì così a fine 2000 l'album Strait Up, al quale collaborarono cantanti provenienti da gruppi alternative metal, heavy metal e nu metal, tra cui Jonathan Davis (Korn), Dez Fafara (Coal Chamber, DevilDriver), Max Cavalera (Sepultura, Soulfly), Serj Tankian (System of a Down) e tanti altri. L'album riuscì a riscuotere più successo del precedente, arrivando a raggiungere la posizione numero 56 di Billboard.

### Scioglimento e riunione (2002-2010)
In seguito alla pubblicazione di Strait Up, il gruppo venne sciolto. Il bassista John Fanestock e il chitarrista Sonny Mayo divennero membri degli Amen, mentre Mike Doling si unì ai Soulfly. Prima dello scioglimento del gruppo, i rimanenti membri degli Snot pubblicarono l'album dal vivo Alive!, contenente registrazioni dal vivo di un concerto tenuto a maggio 1998.
Nel 2007 il gruppo si riunì per alcuni concerti assieme al cantante del gruppo alternative metal Invitro, Jeff Weber. Nel 2008 i restanti membri della formazione originale si incontrarono per discutere di una possibile riunione e a luglio 2008 annunciarono il loro ritorno pubblicando alcuni brani sul web, nei quali cantava il cantante Tommy "Vext" Cummings, ex Divine Heresy. La riunione fu però breve e qualche mese dopo Sonny Mayo e il nuovo cantante lasciarono nuovamente il gruppo, quest'ultimo sostituito da Brandon Espinoza.

### Seconda reunion (2014-presente)
Il gruppo si riunì l'11 febbraio 2014 per un concerto al Whisky a Go Go a Hollywood. La formazione era composta da Vext, Mayo, Doling, Fahnestock e Miller. Il gruppo si esibì in altri concerti nel corso dell'anno e a ottobre 2014 Vext uscì dal gruppo, sostituito da Carl Bensley.

## Formazione
Attuale
- Carl Bensley – voce (2014-presente)
- Mike Doling – chitarra (1995-1998, 2008-2010, 2014-presente)
- John Fahnestock – basso (1995-1998, 2008-2010, 2014-presente)
- Shannon Larkin – batteria (1998, 2025-presente)
- Doc Coyle - chitarra (2025-presente)

Ex componenti
- Lynn Strait – voce (1995-1998)
- Mike Smith – chitarra (1998)
- Tommy Vext – voce (2008-2009, 2014)
- Brandon Espinoza – voce (2009-2010)
- Jamie Miller – batteria (1995-1998, 2008-2010, 2014-2025)
- Sonny Mayo – chitarra (1995-1998, 2008-2009, 2014-2025)

## Discografia

### Album in studio
- 1997 – Get Some
- 2000 – Strait Up

### Album dal vivo
- 2002 – Alive!